# Distrito de Bhagalpur
Bhagalpur (en bihari; Bihari ) es un distrito de India en el estado de Bihar. Código ISO: IN.BR.BG.
Comprende una superficie de 2 569 km².
El centro administrativo es la ciudad de Bhagalpur.

## Ciudades
- Bihpur

## Demografía
Según censo 2011 contaba con una población total de 1 623 909 habitantes.